# Lucien Favre
Lucien Favre (Saint-Barthélemy, Suiza, 2 de noviembre de 1957) es un exfutbolista y entrenador suizo. Actualmente está libre.
Como jugador fue un prolífico centrocampista que jugó la mayor parte de su carrera para el Servette FC, con el que ganó un campeonato nacional. Con el seleccionado de Suiza jugó 24 partidos y anotó 1 gol.
Ha entrenado a muchos equipos, incluyendo al Servette FC y al FC Zürich (con el que logró dos Copas de Suiza).

## Carrera como jugador
Lucien Favre jugó 274 partidos en la Superliga Suiza, anotando 65 goles. Empezó su carrera como futbolista en 1976 con el Lausanne-Sports en la Segunda División. En 1965 el club ascendió a la Superliga Suiza. Favre permaneció por cuatro años más y luego se fue por dos años al Neuchâtel Xamax.
Luego fue transferido por dos años al Servette FC y posteriormente fichó por un año con el Toulouse de Francia.
Retornó al Servette en 1984, donde permaneció hasta el final de su carrera en 1991. Durante este periodo ganó con el club una copa Suiza y participó en 134 partidos, anotando 20 goles. En la Liga de Campeones de la UEFA jugó 17 partidos y marcó 4 goles.

### Seleccionado nacional
Lucien Favre también jugó 24 veces para la selección nacional de Suiza, anotando un gol.

## Carrera como entrenador
Al finalizar su carrera como jugador, estuvo en varios equipos de Suiza.

### FC Echallens
La carrera de Lucien Favre como entrenador comenzó en 1991, como asistente del entrenador del equipo sub-14 del FC Echallens. Al año siguiente se hizo cargo del conjunto sub-17, antes de ser nombrado mánager del equipo por primera vez en 1993. Bajo su liderazgo, su joven equipo sorprendentemente consiguió el ascenso a la Nationalliga B (segundo nivel del fútbol suizo, que ahora se llama Challenge League). Esta promoción sigue siendo el logro más importante en la historia del club.

### Neuchâtel Xamax FC
Después de cuatro años con el FC Echallens, Lucien Favre fue nombrado Director de la Academia del Neuchâtel Xamax FC. Este movimiento le permitió experimentar el funcionamiento general de un club profesional.

### Yverdon-Sport y el Servette FC
En enero de 1997 Lucien Favre fue nombrado entrenador del equipo Yverdon-Sport FC, que estaba luchando en la parte inferior de la Nationalliga B en esa etapa. En 1999 guio a su equipo a la Nationalliga A (la categoría más alta del fútbol suizo, que ahora se llama Super Liga Suiza). En la temporada siguiente, inesperadamente, logró un 5.º puesto, que sigue siendo la mejor clasificación de Yverdon-Sport FC en la máxima categoría hasta la fecha.
En el verano de 2000, Favre decidió unirse al Servette FC, un club histórico sito en Ginebra, donde ya había ganado la Copa de Suiza como jugador. Lo más destacado de su estancia en Ginebra fue una victoria en la final de la Copa Suiza de 2001, así como una excelente actuación en la Copa UEFA 2001-02 eliminando al Slavia de Praga, el Real Zaragoza y el Hertha de Berlín (con una victoria a domicilio 3-0 en el Estadio Olímpico de Berlín), antes de ser eliminado por el Valencia CF (0-3 y 2-2).

### FC Zürich
En el 2003, Favre fue nombrado director técnico del FC Zürich. Ganó la Copa de Suiza de 2005 venciendo al FC Luzern en la final. La temporada siguiente, el Zürich terminó su espera de veinticinco años para ganar un título de liga con una victoria dramática en la jornada final contra el FC Basilea que le permitió ganar la Super Liga Suiza. El 29 de mayo de 2007, después de conseguir otro título de Suiza, fue galardonado con mejor entrenador de Suiza por segunda vez consecutiva.

### Hertha de Berlín
El 1 de junio de 2007, el club Hertha de Berlín anunció que Lucien Favre había aceptado firmar un contrato de tres años como entrenador. En su primera temporada (2007-08), logró una cómoda permanencia en la Bundesliga, finalizando como 10.º clasificado.
Durante la temporada 2008-09, dirigió al Hertha de Berlín a ocupar un excelente 4.º lugar en la Bundesliga, pese a tener a su disposición el 13.º presupuesto de la liga alemana, perdiendo el 3.er puesto en la última jornada. En febrero de 2009, uno de los aspectos más destacados de su paso por Alemania fue el brillante despliegue táctico del Hertha de Berlín contra el Bayern de Múnich, en un abarrotado Estadio Olímpico (casi 75.000 espectadores). Esta actuación les permitió vencer a los campeones alemanes 2-1 y el Hertha de Berlín llegó a la cima de la Bundesliga.
Favre extendió su contrato por un año adicional, pero acabó siendo destituido en septiembre de 2009, tras perder 6 de los 7 primeros partidos de la Bundesliga 2009-10.

### Borussia Mönchengladbach
El 14 de febrero de 2011, fue nombrado sucesor de Michael Frontzeck como entrenador del Borussia Mönchengladbach. Favre asumió el control cuando el equipo estaba en el último lugar de la Bundesliga 2010-11 con solo 16 puntos después de 22 fechas. Finalmente, fue capaz de salvar del descenso al Borussia, terminando 16.º, dos puntos por encima del primer equipo que perdió la categoría.
En la temporada 2011/2012, el Borussia Mönchengladbach, dirigido por Favre, fue el equipo revelación de la Bundesliga al ocupar el cuarto lugar en la tabla de posiciones (que le dio acceso para jugar la previa de la Liga de Campeones de la UEFA 2012-13) y llegar a la semifinal de la Copa de Alemania (DFB Pokal), donde fue eliminado por el Bayern de Múnich en la tanda de penaltis.
En la temporada 2014/2015, Favre clasificó al Borussia Mönchengladbach para la fase de grupos de la Liga de Campeones de la UEFA gracias a su 3.ª posición.
El 20 de septiembre de 2015, Favre dimitió como técnico del Borussia Mönchengladbach, después de haber perdido los 5 primeros partidos de la Bundesliga 2015-16 y el primero de la Liga de Campeones.

### OGC Niza
El 24 de mayo de 2016, sustituyó a Claude Puel al frente del OGC Niza.
Tuvo un comienzo prometedor al frente del equipo francés, ya que se situó como líder invicto de la Ligue 1 2016-17 en la 6.ª jornada. El Niza, con un modesto presupuesto, llegó a la 10.ª jornada del campeonato local todavía invicto y con 26 puntos en su haber, una cifra que a estas alturas solo habían conseguido otros dos equipos (Olympique de Lyon y París Saint-Germain) en la historia de la Liga francesa. La buena racha continuaba, con los hombres de Favre igualando unos números que habían convertido al París Saint-Germain en el campeón con más puntos y mayor diferencia sobre el segundo de la historia de la Ligue 1 el año anterior. El Niza se proclamó campeón de invierno en la 18.ª jornada. En cambio, en la Europa League no pudo mostrar el mismo rendimiento, cayendo en la fase de grupos; y también fue eliminado de la Copa de la Liga a las primeras de cambio. Al inicio de la segunda vuelta, el Niza no mantuvo su línea ganadora y se descolgó hasta la tercera posición de la tabla, una tercera posición que mantuvo hasta el término del torneo, clasificándose para la ronda previa de la próxima Liga de Campeones.
Su segunda temporada en el club francés comenzó con mal pie, puesto que el equipo perdió sus dos primeros partidos en la Ligue 1 2017-18 y fue eliminado de la fase previa de la Liga de Campeones ante el Napoli. No obstante, el Niza mejoró sus resultados y pudo terminar la primera vuelta de la Ligue 1 como 6.º clasificado, aunque cayó en dieciseisavos de final de la Liga Europa. Finalmente, el equipo de Favre obtuvo el 8.º puesto en la Ligue 1, por lo que no pudo clasificarse para ninguna competición europea.

### Borussia Dortmund
El 22 de mayo de 2018, firmó un contrato de dos años como nuevo técnico del Borussia Dortmund. Bajo su dirección, el conjunto alemán protagonizó un gran comienzo de temporada, situándose como líder y campeón de invierno de la Bundesliga. Los pupilos de Favre fueron eliminados por el Werder Bremen en octavos de final de la Copa de Alemania, cayeron ante el Tottenham Hotspur también en octavos de final de la Liga de Campeones y lograron el subcampeonato de la Bundesliga. El 18 de junio de 2019, renovó su contrato con el club hasta 2021, antes de terminar la temporada con otro subcampeonato en la Bundesliga. El 13 de diciembre de 2020, un día después de perder por 1 a 5 contra el VfB Stuttgart, fue despedido, dejando al equipo en 5.ª posición tras 11 jornadas de la Bundesliga.

### OGC Niza (2.ª etapa)
El 27 de junio de 2022, se anunció su retorno al OGC Niza en reemplazo de Christophe Galtier. El 9 de enero de 2023, con el equipo francés ocupando el 11º puesto en la Ligue 1 y habiendo sido eliminado de la Copa de Francia, se confirmó su destitución.

## Clubes y estadísticas

### Como jugador
| Club            | País    | Temporada | Partidos | Goles |
| --------------- | ------- | --------- | -------- | ----- |
| Lausana         | Suiza   | 1976-1979 | 30       | 3     |
| Neuchâtel Xamax | Suiza   | 1979-1981 | 51       | 14    |
| Servette        | Suiza   | 1981-1983 | 59       | 28    |
| Toulouse        | Francia | 1983-1984 | 35       | 7     |
| Servette        | Suiza   | 1984-1991 | 134      | 20    |
| TOTAL           | TOTAL   | 1976-1991 | 309      | 72    |

| Equipo             | Temporadas | Partidos | Goles |
| ------------------ | ---------- | -------- | ----- |
| Selección Nacional | 1981-1984  | 24       | 1     |

### Como entrenador
| Equipo                              | Div.                | Temporada           | Liga  | Liga | Liga | Liga | Liga |       | Copa | Copa | Copa | Copa  |    | Internacional | Internacional | Internacional | Internacional | Internacional |   | Otros | Otros | Otros | Otros |     | Totales     | Totales | Totales | Totales | Totales | Totales | Totales | Totales |
| Equipo                              | Div.                | Temporada           | Part. | G    | E    | P    | Pos. | Part. | G    | E    | P    | Part. | G  | E             | P             | Pos.          | Part.         | G             | E | P     | Part. | G     | E     | P   | Rendimiento | GF      | GC      | Dif.    |         |         |         |         |
| ----------------------------------- | ------------------- | ------------------- | ----- | ---- | ---- | ---- | ---- | ----- | ---- | ---- | ---- | ----- | -- | ------------- | ------------- | ------------- | ------------- | ------------- | - | ----- | ----- | ----- | ----- | --- | ----------- | ------- | ------- | ------- | ------- | ------- | ------- | ------- |
| Servette · Suiza                    | 1.ª                 | 2000-01             | 36    | 14   | 11   | 11   | 6.º  | 3     | 2    | 1    | 0    | -     | -  | -             | -             | -             | -             | -             | - | -     | 39    | 16    | 12    | 11  | 52.99%      | 65      | 46      | +19     |         |         |         |         |
| Servette · Suiza                    | 1.ª                 | 2001-02             | 36    | 15   | 10   | 11   | 4.º  | -     | -    | -    | -    | 8     | 3  | 4             | 1             | 1/8           | -             | -             | - | -     | 44    | 18    | 14    | 12  | 51.52%      | 69      | 58      | +11     |         |         |         |         |
| Servette · Suiza                    | Total               | Total               | 72    | 29   | 21   | 22   | -    | 3     | 2    | 1    | 0    | 8     | 3  | 4             | 1             | -             | -             | -             | - | -     | 83    | 34    | 26    | 23  | 51.4%       | 174     | 104     | +30     |         |         |         |         |
| FC Zürich · Suiza                   | 1.ª                 | 2003-04             | 36    | 14   | 8    | 14   | 4.º  | 5     | 4    | 0    | 1    | -     | -  | -             | -             | -             | -             | -             | - | -     | 41    | 18    | 8     | 15  | 50.4%       | 77      | 60      | +17     |         |         |         |         |
| FC Zürich · Suiza                   | 1.ª                 | 2004-05             | 34    | 13   | 9    | 12   | 5.º  | 6     | 6    | 0    | 0    | -     | -  | -             | -             | -             | -             | -             | - | -     | 40    | 19    | 9     | 12  | 66.67%      | 76      | 62      | +10     |         |         |         |         |
| FC Zürich · Suiza                   | 1.ª                 | 2005-06             | 36    | 23   | 9    | 4    | 1.º  | 5     | 3    | 1    | 1    | 4     | 3  | 0             | 1             | 1ªR           | -             | -             | - | -     | 45    | 29    | 10    | 6   | 71.85%      | 109     | 48      | +61     |         |         |         |         |
| FC Zürich · Suiza                   | 1.ª                 | 2006-07             | 36    | 23   | 6    | 7    | 1.º  | 5     | 4    | 0    | 1    | 2     | 1  | 0             | 1             | 2ªR           | -             | -             | - | -     | 43    | 28    | 6     | 9   | 69.77%      | 92      | 41      | +51     |         |         |         |         |
| FC Zürich · Suiza                   | Total               | Total               | 142   | 73   | 32   | 37   | -    | 21    | 17   | 1    | 3    | 6     | 4  | 0             | 2             | -             | -             | -             | - | -     | 169   | 94    | 33    | 42  | 62.13%      | 354     | 211     | +143    |         |         |         |         |
| Hertha Berlín · Alemania            | 1.ª                 | 2007-08             | 34    | 12   | 8    | 14   | 10.º | 2     | 1    | 0    | 1    | -     | -  | -             | -             | -             | -             | -             | - | -     | 36    | 13    | 8     | 15  | 43.52%      | 42      | 46      | -4      |         |         |         |         |
| Hertha Berlín · Alemania            | 1.ª                 | 2008-09             | 34    | 19   | 6    | 9    | 4.º  | 2     | 1    | 0    | 1    | 10    | 4  | 4             | 2             | FG            | -             | -             | - | -     | 46    | 24    | 10    | 12  | 59.42%      | 66      | 51      | +15     |         |         |         |         |
| Hertha Berlín · Alemania            | 1.ª                 | 2009-10             | 7     | 1    | 0    | 6    | Inc. | 2     | 1    | 1    | 0    | 3     | 1  | 1             | 1             | Inc.          | -             | -             | - | -     | 12    | 3     | 2     | 7   | 30.56%      | 16      | 24      | -8      |         |         |         |         |
| Hertha Berlín · Alemania            | Total               | Total               | 75    | 32   | 14   | 29   | -    | 6     | 3    | 1    | 2    | 13    | 5  | 5             | 3             | -             | -             | -             | - | -     | 94    | 40    | 20    | 34  | 49.64%      | 124     | 121     | +3      |         |         |         |         |
| Borussia Mönchengladbach · Alemania | 1.ª                 | 2010-11             | 12    | 6    | 2    | 4    | 16.º | -     | -    | -    | -    | -     | -  | -             | -             | -             | 2             | 1             | 1 | 0     | 14    | 7     | 3     | 4   | 57.14%      | 18      | 10      | +8      |         |         |         |         |
| Borussia Mönchengladbach · Alemania | 1.ª                 | 2011-12             | 34    | 17   | 9    | 8    | 4.º  | 5     | 3    | 2    | 0    | -     | -  | -             | -             | -             | -             | -             | - | -     | 39    | 20    | 11    | 8   | 60.68%      | 57      | 26      | +31     |         |         |         |         |
| Borussia Mönchengladbach · Alemania | 1.ª                 | 2012-13             | 34    | 12   | 11   | 11   | 8.º  | 2     | 1    | 0    | 1    | 10    | 4  | 3             | 3             | 1/16          | -             | -             | - | -     | 46    | 17    | 14    | 15  | 47.1%       | 64      | 65      | -1      |         |         |         |         |
| Borussia Mönchengladbach · Alemania | 1.ª                 | 2013-14             | 34    | 16   | 7    | 11   | 6.º  | 1     | 0    | 1    | 0    | -     | -  | -             | -             | -             | -             | -             | - | -     | 35    | 16    | 8     | 11  | 53.33%      | 59      | 46      | +13     |         |         |         |         |
| Borussia Mönchengladbach · Alemania | 1.ª                 | 2014-15             | 34    | 19   | 9    | 6    | 3.º  | 4     | 3    | 1    | 0    | 10    | 5  | 3             | 2             | 1/16          | -             | -             | - | -     | 48    | 27    | 13    | 8   | 65.28%      | 87      | 38      | +49     |         |         |         |         |
| Borussia Mönchengladbach · Alemania | 1.ª                 | 2015-16             | 5     | 0    | 0    | 5    | Inc. | 1     | 1    | 0    | 0    | 1     | 0  | 0             | 1             | Inc.          | -             | -             | - | -     | 7     | 1     | 0     | 6   | 14.29%      | 6       | 16      | -10     |         |         |         |         |
| Borussia Mönchengladbach · Alemania | Total               | Total               | 153   | 70   | 38   | 45   | -    | 13    | 8    | 4    | 1    | 21    | 9  | 6             | 6             | -             | 2             | 1             | 1 | 0     | 189   | 88    | 49    | 52  | 55.2%       | 291     | 201     | +90     |         |         |         |         |
| OGC Niza Francia                    | 1.ª                 | 2016-17             | 38    | 22   | 12   | 4    | 3.º  | 2     | 0    | 0    | 2    | 6     | 2  | 0             | 4             | FG            | -             | -             | - | -     | 46    | 24    | 12    | 10  | 60.87%      | 71      | 52      | +19     |         |         |         |         |
| OGC Niza Francia                    | 1.ª                 | 2017-18             | 38    | 15   | 9    | 14   | 8.º  | 3     | 0    | 1    | 2    | 12    | 3  | 2             | 7             | 1/16          | -             | -             | - | -     | 53    | 18    | 12    | 23  | 41.51%      | 72      | 74      | -2      |         |         |         |         |
| Borussia Dortmund · Alemania        | 1.ª                 | 2018-19             | 34    | 23   | 7    | 4    | 2.º  | 3     | 2    | 1    | 0    | 8     | 4  | 1             | 3             | 1/8           | -             | -             | - | -     | 45    | 29    | 9     | 7   | 71.11%      | 99      | 56      | +43     |         |         |         |         |
| Borussia Dortmund · Alemania        | 1.ª                 | 2019-20             | 34    | 21   | 6    | 7    | 2.º  | 3     | 2    | 0    | 1    | 8     | 4  | 1             | 3             | 1/8           | 1             | 1             | 0 | 0     | 46    | 28    | 7     | 11  | 66.67%      | 102     | 56      | +46     |         |         |         |         |
| Borussia Dortmund · Alemania        | 1.ª                 | 2020-21             | 11    | 6    | 1    | 4    | Inc. | 1     | 1    | 0    | 0    | 6     | 4  | 1             | 1             | Inc.          | 1             | 0             | 0 | 1     | 19    | 11    | 2     | 6   | 61.4%       | 42      | 23      | +19     |         |         |         |         |
| Borussia Dortmund · Alemania        | Total               | Total               | 79    | 50   | 14   | 15   | -    | 7     | 5    | 1    | 1    | 22    | 12 | 3             | 7             | -             | 2             | 1             | 0 | 1     | 110   | 68    | 18    | 24  | 67.27%      | 243     | 135     | +108    |         |         |         |         |
| OGC Niza Francia                    | 1.ª                 | 2022-23             | 17    | 5    | 6    | 6    | Inc. | 1     | 0    | 0    | 1    | 8     | 3  | 3             | 2             | Inc.          | -             | -             | - | -     | 26    | 8     | 9     | 9   | 42.31%      | 26      | 28      | -2      |         |         |         |         |
| OGC Niza Francia                    | Total               | Total               | 93    | 42   | 27   | 24   | -    | 6     | 0    | 1    | 5    | 26    | 8  | 5             | 13            | -             | -             | -             | - | -     | 125   | 50    | 33    | 42  | 48.8%       | 169     | 154     | +15     |         |         |         |         |
| Total en su carrera                 | Total en su carrera | Total en su carrera | 614   | 296  | 146  | 172  | -    | 56    | 35   | 9    | 12   | 96    | 41 | 23            | 32            | -             | 4             | 2             | 1 | 1     | 770   | 374   | 179   | 217 | 56.32%      | 1355    | 926     | +429    |         |         |         |         |
| 1. 2. 3.                            |                     |                     |       |      |      |      |      |       |      |      |      |       |    |               |               |               |               |               |   |       |       |       |       |     |             |         |         |         |         |         |         |         |

### Resumen por competiciones
| Competición                        | Partidos | Ganados | Empatados | Perdidos | Ganados % | Mejor resultado          |
| ---------------------------------- | -------- | ------- | --------- | -------- | --------- | ------------------------ |
| Superliga de Suiza                 | 214      | 102     | 53        | 59       | 55.92%    | Campeón                  |
| Copa de Suiza                      | 24       | 19      | 2         | 3        | 81.95%    | Campeón                  |
| Bundesliga                         | 309      | 153     | 67        | 89       | 56.74%    | Subcampeón               |
| Copa de Alemania                   | 26       | 16      | 6         | 4        | 69.23%    | Semifinales              |
| Supercopa de Alemania              | 2        | 1       | 0         | 1        | 50%       | Campeón                  |
| Ligue 1                            | 93       | 42      | 27        | 24       | 54.84%    | 3.º Lugar                |
| Copa de Francia                    | 3        | 0       | 0         | 3        | 0%        | Treintaidosavos de final |
| Copa de la Liga de Francia         | 3        | 0       | 1         | 2        | 11.11%    | Octavos de final         |
| Liga de Campeones de la UEFA       | 31       | 14      | 5         | 12       | 50.54%    | Octavos de final         |
| Liga Europea de la UEFA            | 57       | 24      | 15        | 18       | 50.88%    | Dieciseisavos de final   |
| Liga Europa Conferencia de la UEFA | 8        | 3       | 3         | 2        | 50%       | Cuartos de final         |
| Total                              | 770      | 374     | 179       | 217      | 56.32%    | Cinco títulos            |

## Palmarés

### Como jugador
| Título        | Equipo   | País  | Año  |
| ------------- | -------- | ----- | ---- |
| Copa de Suiza | Servette | Suiza | 1985 |

### Como entrenador
| Título                | Equipo            | País     | Año  |
| --------------------- | ----------------- | -------- | ---- |
| Copa de Suiza         | Servette          | Suiza    | 2001 |
| Copa de Suiza         | FC Zürich         | Suiza    | 2005 |
| Superliga de Suiza    | FC Zürich         | Suiza    | 2006 |
| Superliga de Suiza    | FC Zürich         | Suiza    | 2007 |
| Supercopa de Alemania | Borussia Dortmund | Alemania | 2019 |